# Nike Friendlies
O Nike Friendlies foi um torneio internacional sub-17 que era disputado no mês de novembro ou dezembro na cidade de Sarasota, Flórida, Estados Unidos, por seleções de base de diversos países. A primeira edição da competição, ocorreu no ano de 2013 e foi vencida pela Seleção Norte Americana.

## Formato da competição
Quatro clubes participam da competição. Cada seleção joga uma vez contra cada adversário participante (em um sistema de pontos corridos), em um total de seis jogos. As equipes recebem três pontos por vitória e um por empate. Não são atribuídos pontos para derrotas.
As equipes são classificadas pelo total de pontos, depois pelo saldo de gols e, em seguida, pelos gols marcados. Em caso de empate entre dois ou mais clubes, os critérios de desempate são os seguintes: maior número de vitórias; maior saldo de gols; maior número de gols pró; confronto direto; menor número de cartões vermelhos recebidos; menor número de cartões amarelos recebidos.

## Títulos por seleção
| País           | Títulos         | Vices           | 3º lugar              | 4º lugar        |
| -------------- | --------------- | --------------- | --------------------- | --------------- |
| Brasil         | 2 (2014 e 2017) | 2 (2013 e 2016) | 2 (2015 e 2018)       |                 |
| Estados Unidos | 2 (2013 e 2016) | 2 (2014 e 2018) |                       | 2 (2015 e 2017) |
| Inglaterra     | 1 (2015)        |                 | 3 (2013, 2014 e 2017) |                 |
| Portugal       | 1 (2018)        |                 | 1 (2016)              | 1 (2013)        |
| Países Baixos  |                 | 2 (2015 e 2017) |                       |                 |
| Turquia        |                 |                 |                       | 2 (2016 e 2018) |
| Austrália      |                 |                 |                       | 1 (2014)        |